# Kvarnbergstjärnen (Råneå socken, Norrbotten)
Kvarnbergstjärnen är en sjö i Bodens kommun i Norrbotten och ingår i Råneälvens huvudavrinningsområde.